# Detaljplan

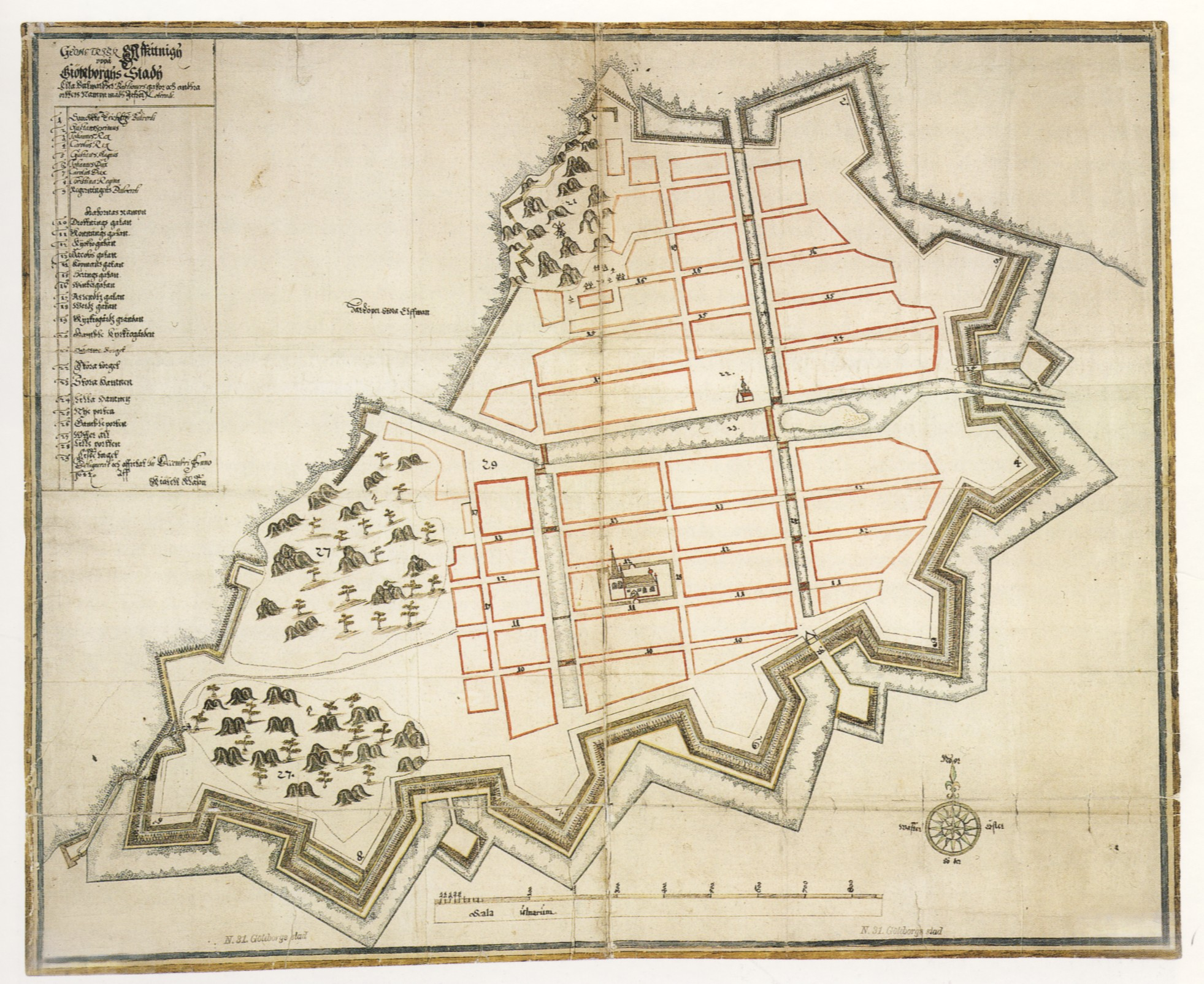
En historisk stadsplan för Göteborg, 1644.

En detaljplan, förkortat Dp, (tidigare stadsplan, byggnadsplan eller avstyckningsplan) är ett dokument inom fysisk planering och anger hur ett begränsat område i en kommun eller motsvarande skall bebyggas och hur mark- och vattenområden får användas. I Sverige gäller att äldre planer som stadsplaner, byggnadsplaner och avstyckningsplaner ses som detaljplaner.

## Detaljplanering i Sverige
Redan under medeltiden och i de gamla stadslagarna förekom lagstiftning för att reglera markanvändningen i städerna, och från 1600-talet började stadsplaner att upprättas. Någon systematisk lagstiftning kring upprättandet av sådana förekom dock inte, främst för att det inte behövdes. För städerna föreslogs 1694 upprättandet av en särskild "Byggningsordning" men någon sådan antogs aldrig. Byggningabalken i 1734 års lag förutsatte en särskild byggnadsstadga, någon sådan inrättades dock inte förrän 1874. 1750 påbjöd Fredrik I att stadsplaner för hur bebyggelsen skulle organiseras i de olika städerna skulle inlämnas till Kungliga Byggnadsämbetet. Så skedde dock vanligen enbart i samband med större stadsbränder. 
Med 1874 års byggnadsstadga föreskrevs att alla städer skulle ha en byggnadsnämnd, vars uppgift bland annat var att upprätta stadsplaner. Ett av syftena var att motverka brand, något som uppnåddes bland annat med bredare gator och större öppenhet. 1907 års stadsplanelag gav kommunerna själva möjlighet att vara med att påverka utformningen av stadsplanerna. Dessa skulle dock fortfarande godkännas av Kunglig Majestät, och det var fortfarande mycket begränsat vad dessa planer fick reglera, bland annat vilka markområden som skulle användas till bebyggelse, vilka som skulle användas till vägar och vilka skulle användas till offentliga platser. Kommunen fick rätt att lösa in mark till gator och andra allmänna platser. Med 1931 års byggnadsstadga ökade kommunernas möjligheter att få inflytande över planläggningen, till exempel med att bestämma byggnaders utformning. Från 1947 års byggnadslag gav ytterligare inflytande över bebyggelsen. Det blev möjligt att göra så kallade generalplaner över en tätort och regionplaner över flera kommuner.
Från 1907 gavs möjlighet att detaljplanelägga tätare bebyggelse även utanför städer och köpingar, något som ansågs påkallat ur brandskydds-, ekonomisk- och hälsovårdssynpunkt. Från 1932 begränsades den lagliga rätten att bygga utanför planlagt område, utan länsstyrelsens eller andra myndigheters tillstånd, vilket på de flesta ställen innebar att ett detaljplanekrav i praktiken införts.

### Kravet
Kravet på att upprätta en detaljplan uppstår ofta vid nya större exploateringar och anspråk på att använda mark- och vattenområden för bebyggelse och byggnadsverk. Kravet på detaljplan gäller i de fall allmänintresset eller grannerättsliga intressen motiverar att flera åtgärder regleras i ett sammanhang, exempelvis om man måste ordna utfart mot allmän väg för flera fastigheter. Även för en omfattande ändrad användning, exempelvis när kontor skall byggas om till bostad,  krävs ofta en ny detaljplan eller en detaljplaneändring.
Staten och dess kommuner är enligt Sveriges internationella åtaganden skyldiga att hålla sina detaljplaner uppdaterade i enlighet med allmänna och enskilda intressen, exempelvis enligt Europakonventionen och de investeringsavtal som tecknats av staten.[källa behövs]

### Handlingar
En detaljplan består av en plankarta med tillhörande planbestämmelser och en planbeskrivning. Plankartan skall visa för vilket område detaljplanen gäller. Det skall även framgå hur planområdet delas upp för olika ändamål, till exempel för bostäder, handel eller industri och vilka bestämmelser som gäller för de olika delområdena. I plankartan anges bland annat gränser, användning av mark, begränsningar av markens bebyggande, bebyggelsens placering, utformning och utförande. I planbeskrivningen kan mycket detaljerade uppgifter finnas, som beskriver i detalj hur byggnadsverket skall gestaltas. Ibland bifogas även ritningar och illustrationer från privata arkitektkontor.  Av dessa handlingar är det endast plankartan som är det juridiskt bindande dokumentet, även om övriga handlingar kan användas för att tolka detaljplanens innebörd. Detaljplaner kan ibland kräva studier av närliggande och äldre detaljplaner för att kunna tolkas korrekt samt också studier av äldre region-, general- och avstyckningsplaner.

### Genomförandetid och giltighetstid
För nuvarande detaljplaner ska genomförandetiden bestämmas så att det finns rimliga möjligheter att genomföra planen under angiven tid, men den får inte vara kortare än fem år och inte längre än femton år (PBL 4:21). Äldre stadsplaner enligt 1874 års byggnadsstadga med stadsplanelagar förutsattes i princip vara gällande för evig tid medan yngre stadsplaner enligt 1931 till 1959 års lagstiftning skapades med uppfattningen att de skulle gälla i femtio till tvåhundra år och ibland att det skulle ta så lång tid att genomföra stadsplanerna. 
En detaljplan gäller till dess den ändras eller upphävs (PBL 4:38). En detaljplan får inte ändras eller upphävas före genomförandetidens utgång, om någon fastighetsägare som berörs motsätter sig det. Även om en fastighetsägare motsätter sig det, får en detaljplan ändras under sin genomförandetid på grund av nya förhållanden av stor allmän vikt som inte har kunnat förutses vid planläggningen (PBL 4:39). En detaljplan kan ändras efter genomförandetidens utgång, och man behöver då inte ta hänsyn till rättigheter som uppkommit genom planen. (PBL 4:40).

### Beteckningar (urval)

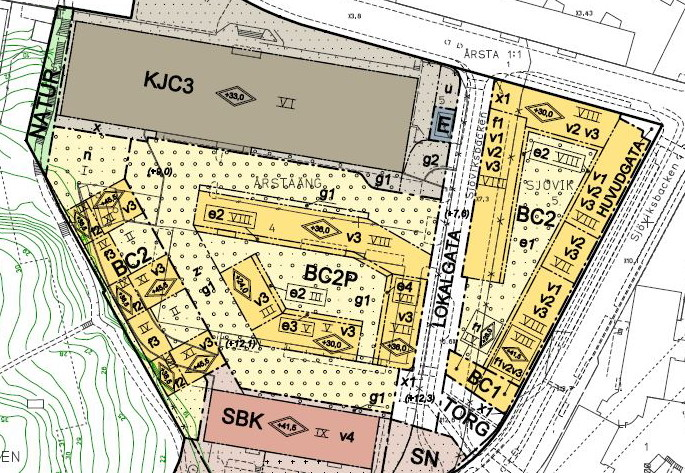
Exempel för en modern detaljplan (utsnitt). Här för ny bebyggelse i Årstadal, Liljeholmen, 2013.

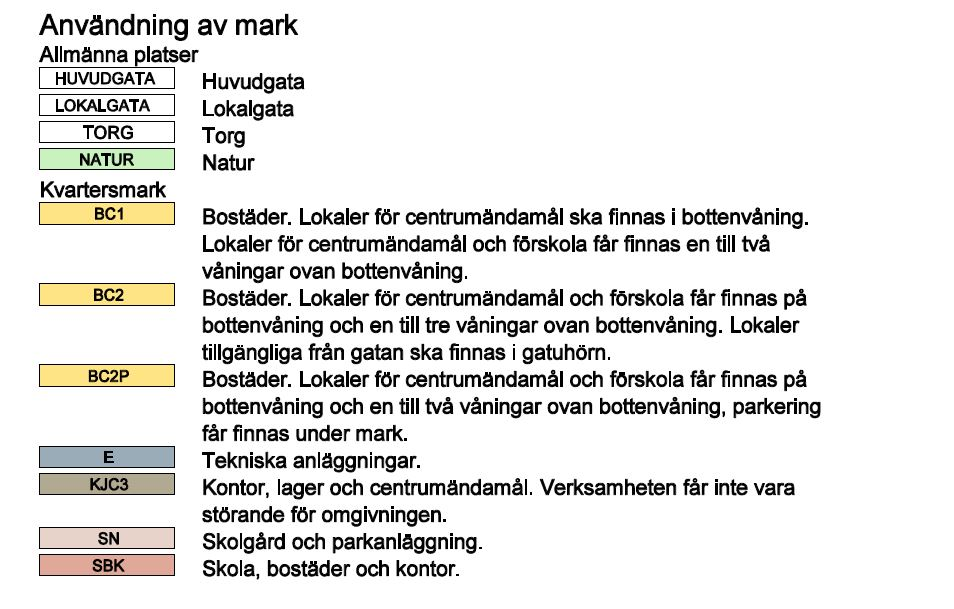
Exempel för förkortningar och färgmarkeringar för ovanstående detaljplan.

I plankartan finns några av Boverket rekommenderade förkortningar och färgmarkeringar, exempelvis:
- B för bostäder (gul)
- C för centrum (brun)
- D för vård (röd)
- E  för tekniska anläggningar (blågrå)
- H för handel (brun)
- J för industri, tillverkning, materialhantering (blågrå)
- K för kontor och konferenslokal (brun)
- M för minneslund, begravningsplats, krematorium (lila)
- N för friluftsliv och camping (mörkgrön)
- P för parkering, garage (grå)
- R för kultur och fritid (rosa)
- S för skola, högre utbildning (röd)
- T för järnväg, tunnelbana och liknande (grå)
- V för hamn, utfyllnader, kanaler (grå)
- W för vattenområden (ljusblå)
- u för att marken skall vara tillgänglig för allmänna underjordiska ledningar
- z för att marken ska vara tillgänglig för allmän fordonstrafik
- 0.0 (inom romb) för totalhöjd i meter
- +0.0 (inom romb) för totalhöjd i meter över nollplanet
- Korsmark anger att enbart uthus och garage får byggas
- Prickmark anger att inga byggnader får uppföras
- Ringmark anger att marken får byggas under (över) med körbart bjälklag
- Q-märkning innebär skydd för kulturhistoriskt värdefull bebyggelse inom planens område

Det finns även bokstavskombinationer, till exempel:
- BH1 för bostäder med handel i bottenvåning
- KH för kontor och handel
- SBK för skola, bostäder och kontor

Några bokstavsbeteckningar används inte längre:
- A för allmänna ändamål
- Y för idrott, ridhus

## Detaljplanering i Finland
Finlands äldsta stadsplanelag trädde i kraft 1932. Denna gällde städer och köpingar samt samhällen med sammanträngd befolkning på landsbygden och sådana områden, där man kunde vänta sig betydande byggnadsverksamhet. Lagen grundade sig på den svenska byggnadsstadgan från 1874. Senare har även i Finland begreppet detaljplan ersatt stadsplan som benämning på styrningsinstrument för detaljerad markplanering. Enligt 50 § i den sedan 2000 gällande markanvändnings- och bygglagen skall "för den detaljerade regleringen av områdesanvändningen och för byggande och utvecklande av områden utarbetas en detaljplan, vars syfte är att anvisa behövliga områden för olika ändamål och att styra byggandet och annan markanvändning på det sätt som krävs med tanke på de lokala förhållandena, stads- och landskapsbilden, god byggnadssed, främjandet av användningen av det befintliga byggnadsbeståndet och andra styrmål för planen." Detaljplanen uppgörs av kommunen och godkänns av kommunfullmäktige. Allmänheten och berörda markägare har noggrant definierade rättigheter att uttrycka sina åsikter och önskemål om detaljplanerna.

## Andra länder
Många länder har olika administrativa nivåer och beslut som gäller byggande och markanvändning tas vanligen på den lokala nivån (kommunen). Den regionala och nationella nivån har dock ofta möjligheten att ta beslut i vissa situationer.
- Danmark: Lokalplan (ungefär: lokala planen)
- Frankrike: Plan local d'urbanisme (ungefär: lokal stadsplan)
- Norge: Reguleringsplan (ungefär: regleringsplan)
- Storbritannien: Zoning (ungefär: zonindelning)
- Tyskland: Bebauungsplan (ungefär: bebyggelseplan)